# Edgar Grospiron
Edgar Alain Grospiron (Saint-Julien-en-Genevois, 17 de marzo de 1969) es un deportista francés que compitió en esquí acrobático, especialista en la prueba de baches.
Participó en dos Juegos Olímpicos de Invierno, obteniendo en total dos medallas, oro en Albertville 1992 y bronce en Lillehammer 1994, ambas en la prueba de baches.
Ganó tres medallas de oro en el Campeonato Mundial de Esquí Acrobático entre los años 1989 y 1995.

## Medallero internacional
| Juegos Olímpicos   | Juegos Olímpicos             | Juegos Olímpicos  | Juegos Olímpicos |
| Año                | Lugar                        | Medalla           | Competición      |
| ------------------ | ---------------------------- | ----------------- | ---------------- |
| 1992               | Albertville (Francia)        | Medalla de oro    | Baches           |
| 1994               | Lillehammer (Noruega)        | Medalla de bronce | Baches           |
| Campeonato Mundial |                              |                   |                  |
| Año                | Lugar                        | Medalla           | Competición      |
| 1989               | Oberjoch (RFA)               | Medalla de oro    | Baches           |
| 1991               | Lake Placid (Estados Unidos) | Medalla de oro    | Baches           |
| 1995               | La Clusaz (Francia)          | Medalla de oro    | Baches           |